# Habib
Habib (arabisch حبيب, DMG ḥabīb) ist ein arabischer männlicher Vorname mit der Bedeutung „der Liebling“, „der Geliebte“, der auch als Familienname vorkommt.

## Namensträger

### Vorname
- Habib Achour (1913–1999), tunesischer Gewerkschafter
- Habib al-Adli (* 1938), ägyptischer Politiker
- Habib Baldé (* 1985), guineischer Fußballspieler
- Habib Bamogo (* 1982), französisch-burkinischer Fußballspieler
- Habib Bektaş (* 1951), deutsch-türkischer Schriftsteller
- Habib Bellaïd (* 1986), französisch-tunesischer Fußballspieler
- Habib Beye (* 1977), französisch-senegalesischer Fußballspieler
- Habib Boularès (1933–2014), tunesischer Journalist und Politiker
- Habib Bourguiba (1903–2000), tunesischer Politiker, Präsident von 1957 bis 1987
- Habib Bourguiba jr. (1927–2009), tunesischer Diplomat und Politiker
- Habib Chatty (1916–1991), tunesischer Politiker
- Habib Edib (1890–1968), türkischer Journalist und Zeitungsgründer
- Habib Diallo (* 1995), senegalesischer Fußballspieler
- Habib Gock (* 1982), kamerunischer Fußballspieler
- Habib Koité (* 1958), malischer Sänger und Musiker
- Habib Mohamed (* 1983), ghanaischer Fußballspieler
- Habib Pacha es-Saad (1867–1942), libanesischer Präsident
- Habib Qaderi (* 1971), afghanischer Popsänger
- Habib ibn Salim ar-Raʿi, islamischer Mystiker im 7. Jahrhundert
- Habib Thiam (1933–2017), senegalesischer Premierminister
- Habib Uzun (* 1992), türkischer Fußballspieler
- Habib Yammine (* 1956), libanesischer Musiker, Komponist und Musikwissenschaftler

### Familienname
- Abdallah Bou Habib (1941–2025), libanesischer Ökonom, Diplomat und Politiker
- Ahsan Habib (1917–1985), Dichter aus Bangladesch
- Assadullah Habib (* 1941), afghanischer Dichter
- Brian Habib (* 1964), US-amerikanischer American-Football-Spieler
- Cyrus Habib (* 1981), US-amerikanischer Politiker
- Dina Habib Powell (* 1973), US-amerikanische Bankmanagerin, siehe Dina Powell
- Farid Habib (1935–2012), libanesischer Politiker
- Gerard Habib (* 1980), südafrikanischer Eishockeyspieler
- Hady Habib (* 1998), libanesischer Tennisspieler
- Harez Habib (* 1982), afghanischer Fußballspieler
- Hasan Habib (* 1962), US-amerikanischer Pokerspieler
- Irfan Habib (* 1931), indischer Historiker
- Jak Habib (1912–1995), türkischer Basketballspieler
- Khaled Habib (* 1970), algerischer Musiker
- Mahamat Habib (* 1980), tschadischer Fußballspieler
- Margit Ernst-Habib (* 1968), deutsche evangelische Theologin
- Michel Habib-Deloncle (1921–2006), französischer Politiker
- Mohammad Habib (1895–1971), indischer Historiker
- Philip Habib (1920–1992), US-amerikanischer Diplomat
- Rafik Habib (* 1959), ägyptischer Sozialforscher, Autor und Politiker
- Ralph Habib (1912–1969), französischer Filmregisseur
- Thomas Halim Habib (* 1963), ägyptischer Geistlicher, Bischof von Sohag
- Yasser al-Habib (* 1979), kuwaitischer Geistlicher
- Zeynab Habib (* 1975), ivorisch-beninische Weltmusiksängerin